# Turbilhão (livro)
Turbilhão é uma obra de ficção histórica do escritor inglês James Clavell publicada em 1986. É o último livro da Saga Asiática, coleção de livros do autor que cobre o período de 1600 a 1976.
A trama se desenrola no Irã nos meses de fevereiro e março de 1979, tendo como pano de fundo a queda do Xá Mohammad Reza Pahlavi e a ascensão ao poder do aiatolá Khomeini. O livro descrebe as aventuras de um grupo de pilotos estrangeiros, suas famílias e iranianos ligados a eles durante o turbulento período da Revolução Islâmica do Irã. Como todas as outras novelas do autor, o livro é extenso, ficcionaliza fatos reais, analisa com detalhes aspectos da cultura onde se desenrola, possui complexas sub-tramas e um extenso elenco que inclui biografias de dezenas de personagens.
A novela é inspirada nos eventos enfrentados pela companhia Bristow Helicopters ao tentar retirar seu pessoal e investimentos do Irá devido à instabilidade após a queda do Xá. A trama reflete outros fatos reais, como a morte do embaixador norte-americano Adolph "Spike" Dubs em Cabul em 1979. Outras companhias enfrentaram problemas semelhantes. Por exemplo, a companhia Electronic Data Systems de Ross Perot (que foi depois candidato independente à presidência dos Estados Unidos) teve dois executivos presos em Teerã. A trama do livro On Wings of Eagles de Ken Follett é baseada no resgate desses executivos.

## Contexto
Quando o tai-pan Ian Dunross toma ciência em Casa Nobre das reservas petrolíferas do Mar do Norte, Andrew Gavallan é enviado para a Escócia para iniciar um novo negócio. As plataformas de exploração de petróleo no Mar do Norte necessitam de helicópteros para transporte. Gavallan é desafiado a desenvolver as técnicas e metologias necessárias para prestar apoio às plataformas sob condições meteorológicas até então inusitadas. Essa iniciativa torna-se uma das principais atividades comerciais da Struan na década de 70, levando aos eventos descritos em Turbilhão. 

## Resenha da Trama
Gavallan, baseado na Escócia, gerencia a companhia S-G Helicopter que opera no Irã durante o reinado do Xá Mohammed Reza Pahlevi Quando Khomeini assume o poder, Gavallan precisa retirar seus pilotos, famílias e equipamentos do país. Um fator complicador é que Gavallan está em uma disputa com o dono da Casa Nobre. A fuga dos pilotos é o eixo principal da trama, envolvendo amantes, fanáticos, políticos, amigos e traidores. Americanos, Ingleses, Finlandeses, Iranianos, Alemães, Russos e Húngaros são todos envolvidos numa situação envolvendo fanaticismo religioso, conflagração política e conflito entre o estilo de vida ocidental e as antigas tradições iranianas. .

## Equipamento
As aeronaves usadas pela S-G Helicopters incluem o Bell 212, Bell 206, Aérospatiale Alouette III e British Aerospace BAe 125.

## Localidades
O ambiente da trama inclui locações reais e imaginárias. São reais as cidades our regiões de Lake Van, Teerã (inclusive as prisões de Qasr e Evin), Galeg Morghi, base aérea de Doshan Tappeh, Tabriz, as montanhas de Zagros, Lengeh, Bandar Delam, Siri, Dez Dam e ilha de Kharg no Irã, bem como as cidades de Hong Kong (China) e Aberdeen (Escócia).
São fictícias as cidades de Kowiss, Yazdek village e o emirado de Al-Shargaz (que, em árabe, significa protetor).